# Fra Buenos Aires til Eldorado
Fra Buenos Aires til Eldorado er en dansk rejsefilm fra 1948, der er instrueret af Poul Raae.

## Handling
Filmen er fremstillet på baggrund af materiale optaget af redaktør Poul Raae under hans rejse i Argentina. Der vises billeder fra Buenos Aires, derefter skildres en rejse med hjuldamper op ad Paranáfloden til kolonien Eldorado, der delvist er grundlagt af danske udvandrere.